# Torressundöbor

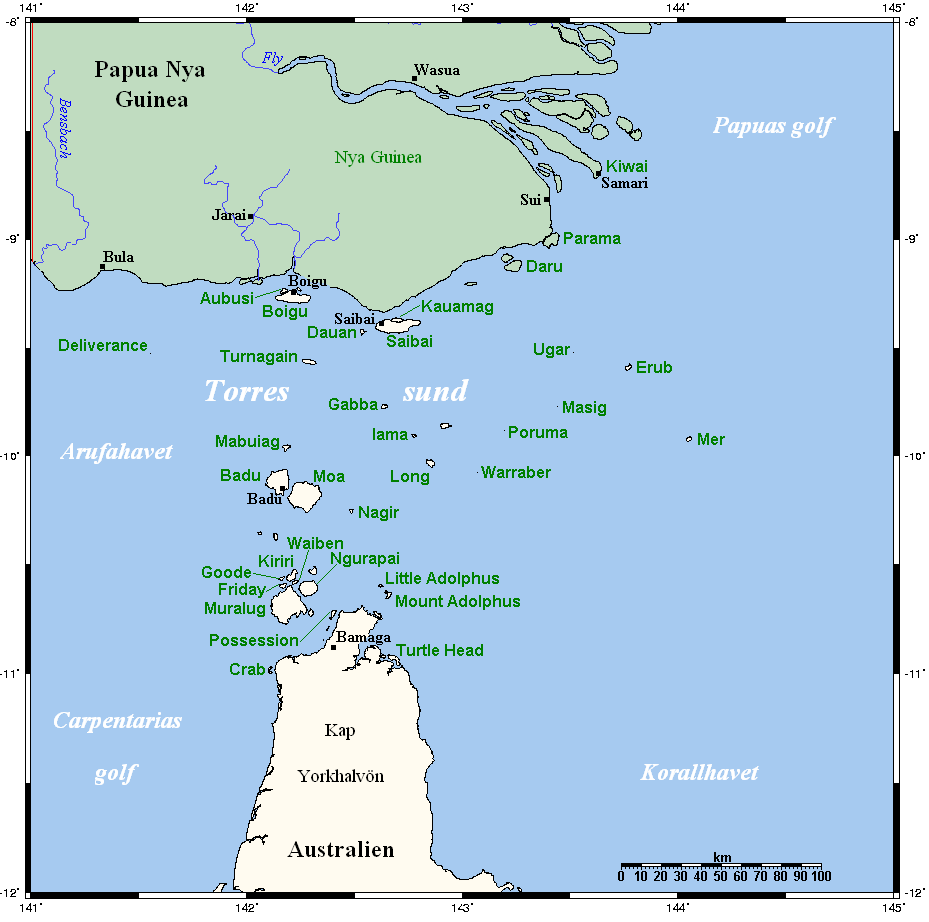
Torressundöarna

Torressundöborna är urinvånarna i Torres sund som är en del av Queensland, Australien. De är melanesier som är kulturellt besläktade med Papua Nya Guineas kustfolk. De anses vara åtskilda från resten av Australiens urbefolkning och brukar nämnas åtskilt. Det finns också två torressundöbo-samhällen på den nära kusten på Australiens fastland vid Bamaga och Seisia.

## Befolkning
Det finns 6 800 torressundöbor som bor inom Torres sundområdet med ytterligare 42 000 som bor utanför; huvudsakligen i norra Queensland och särskilt i Townsville och Cairns.

## Kultur
Torressundöarnas urinvånare har en unik kultur som har utvecklats utifrån öarnas förutsättningar. De är ett havsfolk som för handel med Nya Guineas folk. Till skillnad från det australiska fastlandets urinvånare var torressundöborna jordbrukare som dock kompletterade kosten med jakt och samling.

## Språk
Kala lagaw ya, kalau kawau ya, kulkalgau ya och kawalgau ya, som är dialekter i relation till varandra, talas på de norra, västra och centrala öarna. Dessa är besläktade med pamanska språk, som är australiska urinvånares språk som talas på det närmaste fastlandet, Kap Yorkhalvön. Meriam mir, som är besläktat med papuanska språk, talas på de östra öarna.